# Radosav
Radosav je moško osebno ime.

## Izvor imena
Ime Radosav je različica moškega osebnega imena Rado.

## Pogostost imena
Po podatkih Statističnega urada Republike Slovenije je bilo na dan 31. decembra 2007 v Sloveniji število moških oseb z imenom Radosav: 39.

## Osebni praznik
Osebe z imenom Radosav lahko praznujejo god takrat kot osebe z imenom Rado.